# 광장운수
광장운수유한회사(廣壯運輸有限會社)는 서울특별시의 마을버스 회사이며, 사무실과 차고지는 서울특별시 광진구 광장동에 있다.

## 연혁
- 1994년 8월 6일: 회사 설립

## 운행 노선
- ● 광진01번: 광진정보도서관 ↔ 워커힐아파트

## 보유 차량
- 자일대우
  - 자일대우 레스타
  - 자일대우 BS090 뉴 로얄미디

- 현대자동차
  - 현대 카운티 뉴 브리즈